# والدمار ویکتورینو
والدمار ویکتورینو (انگلیسی: Waldemar Victorino؛ زادهٔ ۲۲ مهٔ ۱۹۵۲) بازیکن فوتبال اهل اروگوئه است.
از باشگاه‌هایی که در آن بازی کرده‌است می‌توان به باشگاه فوتبال کالیاری، باشگاه فوتبال ناسیونال اروگوئه، باشگاه فوتبال سرو، باشگاه فوتبال نیولز اولد بویز، باشگاه ورزشی دیپورتیوو کالی، اشاره کرد.
وی همچنین در تیم ملی فوتبال اروگوئه بازی کرده‌است.